# فرنس چیک
فرنس چیک (به انگلیسی: Ferenc Csik) (زادهٔ ۱۲ دسامبر ۱۹۱۳) شناگر اهل مجارستان است.